# Selago curvifolia
Selago curvifolia är en flenörtsväxtart som beskrevs av Robert Allen Rolfe. Selago curvifolia ingår i släktet Selago och familjen flenörtsväxter. Inga underarter finns listade i Catalogue of Life.